# Morrison (Wisconsin)
Morrison – miasto w Stanach Zjednoczonych, w stanie Wisconsin, w hrabstwie Brown.